# Mikhas Čarot
Mikhail Symanavič Kudzelka, noto anche con lo pseudonimo di Mikhas Čarot, (in bielorusso Міхась Чарот? (Міхаі́л Сымонавіч Кудзе́лька); Rudzjensk, 7 novembre 1896 – Minsk, 29 ottobre 1937), è stato un poeta e scrittore bielorusso.
È nato in una famiglia di contadini. Ha ricevuto la sua istruzione primaria da un insegnante privato. Nel 1913-1917 studiò in seminario. Durante la prima guerra mondiale, il seminario fu evacuato a Smolensk, dove Čarot trascorse gli ultimi due anni dei suoi studi. Dopo la laurea, fu arruolato nell'esercito  .
Durante la Grande guerra prestò servizio come ufficiale nel reggimento di riserva. Durante il Terrore rosso, stabilì legami con organizzazioni rivoluzionarie clandestine in Bielorussia e partecipò all'organizzazione delle unità ribelli.
Era un personaggio pubblico e divulgatore della cultura bielorussa. Grazie a lui, la canzone popolare bielorussa "Kupalinka" è diventata conosciuta in tutto il mondo .
Nel 1937, come molti altri poeti, fu imprigionato in un caso inventato.
È stato ucciso nella notte tra il 29 e il 30 ottobre 1937   . Riabilitato postumo l'8 dicembre 1956.